# Pier Silvio Berlusconi

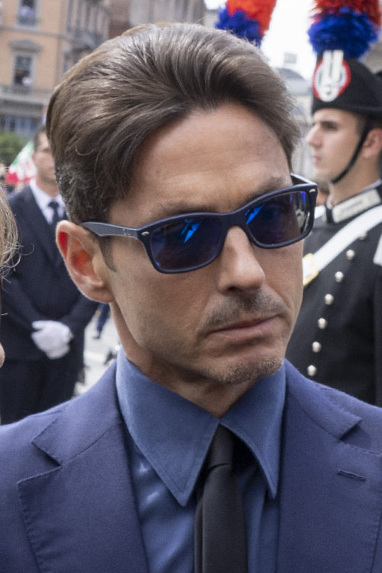
Pier Silvio Berlusconi, 2023

Pier Silvio Berlusconi (* 28. April 1969 in Mailand) ist ein italienischer Medien-Unternehmer.

## Biografie
Er ist der Sohn des ehemaligen italienischen Premierministers Silvio Berlusconi und Bruder von Marina Berlusconi.
Seit 1992 übernahm Berlusconi verschiedene Aufgaben bei der Mediaset Gruppe, der von seinem Vater gegründeten Fernsehsendergruppe, die heute der Finanzholding der Familie Berlusconi, Fininvest, gehört.
Im April 2000 wurde er Vorstand der Mediaset Gruppe und geschäftsführender Vorsitzender der Unternehmen RTI und Med Due Srl. Er ist außerdem Aufsichtsratsmitglied der Gesellschaften Fininvest SpA, Gestevision Telecinco SA, Medusa Film Sp., Arnoldo Mondadori Editore SpA und Publitalia ‘80 SpA.
Im Zusammenhang mit dem Vorwurf der Steuerhinterziehung wurde Berlusconi im Jahr 2016 von einem Mailänder Gericht zu 14 Monaten Haft verurteilt.